# Atomul lui Gabor
În matematica aplicată, Atomul lui Gabor sau Funcția lui Gabor este o funcție folosită în analiza propusă de Dennis Gabor în 1946, în care, o familie de funcții este construită dintr-o translație și o modulație a unei funcții generatoare.

## Rezumat
În 1946, Dennis Gabor a sugerat ideea folosirii unui sistem granular pentru producerea sunetului. În lucrare, Gabor, a discutat despre problemele analizei Fourier care, deși corectă din punct de vedere matematic, nu o putem folosi la toate problemele fizice, precum sunetul unei sirene a cărei frecvență variază în timp. O altă problemă ar fi aceea a presupunerii fundamentale că folosim în analiză unde sinusoidale, deși semnalul care ne interesează are o durată infinită. Gabor a propus aplicarea ideilor din mecanica cuantică în analiza sunetului, permițând o analogie între sunet și cuantă. Sub anumite condiții matematice, el a propus o metodă de reducere a analizei Fourier în celule. Cercetările lui s-au canalizat spre transmiterea informației prin canalele de comunicație. Gabor a văzut în acești atomi o posibilitate de a transmite aceeași informație folosind mai puține date, adică, în loc să transmitem semnalul așa cum este el, avem posibilitatea să transmitem, folosind acești atomi, numai coeficienții care reprezintă semnalul.

## Definirea matematică
Funcție lui Gabor este definită prin:
{\displaystyle g_{\ell ,n}(x)=g(x-a\ell )e^{2\pi ibnx},\quad -\infty <\ell ,n<\infty ,}
în care a și b sunt constante, iar g este o funcție fixată din L2(R), precum ||g|| = 1.  Funcția lui Gabor creează o bază pentru L2(R), care este definită prin translație și modulație. Aceasta este similară cu o familie wavelet definită prin expansiune, care creează o bază prin determinarea scării de reprezentare a funcției de bază wavelet.